# Castel d'Appio
Il castel d'Appio è una fortificazione in rovina situato nel comune di Ventimiglia, dominante la valle di Latte e del fiume Roia, in provincia di Imperia.

## Storia
Secondo antiche tradizioni la denominazione "Appio" deriverebbe dal console dell'Impero romano Appio Claudio, colui che nel 185 a.C. riuscì a sottomettere la popolazione dei Liguri Intemeli nella conquista romana nel ponente ligure, ponendo una guarnigione per la difesa dei territori. Sarebbe quindi un nome derivato dalla gens Appia, da collegare a quello della Via Appia o a toponimi come Predappio - Pietra d'Appio - (presso Forlì).
La prima documentazione ufficiale risale al 1140, quando il castello fu eretto per volere della Repubblica di Genova poco dopo la prima occupazione di Ventimiglia. I dati più antichi sul castello sono stati rinvenuti e ricavati grazie ai rogiti del notaio Amandolesio che nel 1200 stendeva atti per il pagamento dei soldati nonché inventari delle suppellettili e dei materiali presenti all'interno della fortezza.
Nel 1318 l'improvviso attacco di Roberto d'Angiò contro i ghibellini della città intemelia costrinse i secondi ad asserragliarsi all'interno del castello, cedendo poco dopo alla vittoriosa avanzata dei guelfi. Fra il XVI e il XVII secolo castel d'Appio fu abbandonato a favore del sottostante Castelvecchio, quest'ultimo acquistato dalla repubblica genovese nel 1562. Castelvecchio, l'odierno forte San Paolo, fu scelto rispetto all'originario castello poiché situato in una posizione più conveniente, a ridosso della città di Ventimiglia.
Castel d'Appio ritrovò un ruolo durante la guerra di successione austriaca nel 1746-1747 tra l'esercito austro-sardo e i soldati franco-genovesi. Nel 1746 i Francesi, già impegnati a valle nella difesa del forte San Paolo, decisero di inviare a castel d'Appio 4.500 soldati per proteggere il forte dalla parte del monte. La pressione dei soldati d'oltralpe fu vana perché il generale Balbiano, comandante delle truppe austro-sarde, riuscì ad impadronirsi subito del caposaldo. Il castello negli anni successivi avrà sempre meno importanza, tanto da venire poco dopo quasi del tutto smantellato.

## Struttura
Dell'antico castello rimane un residuo muro angolare a sud, molto probabilmente delimitante l'allora perimetro della cinta difensiva. Della torre pentagonale rimangono visibili quattro dei cinque lati originali, mentre all'interno della cinta del castello sono ancora oggi conservati i resti dell'ampia cisterna attribuita - secondo la tradizione - all'epoca romana.
All'interno dell'irregolare cinta muraria - risalente al XIII secolo - sono conservati i ruderi del mastio poligonale che costituiva il principale elemento di difesa.